# Akros-Excelsior-Thömus
Akros-Excelsior-Thömus (Kod UCI: AET) – szwajcarska zawodowa grupa kolarska istniejąca w latach 2014–2020. Drużyna znajdowała się w dywizji UCI Continental Teams, z przerwą w 2016 kiedy występowała w UCI Professional Continental Teams.

## Nazwa grupy w poszczególnych latach
| lata | nazwa                  |
| ---- | ---------------------- |
| 2014 | Marchiol Emisfero      |
| 2015 | Roth-Škoda             |
| 2016 | Team Roth              |
| 2017 | Roth-Akros             |
| 2018 | Akros-Renfer           |
| 2019 | Akros-Thömus           |
| 2020 | Akros-Excelsior-Thömus |

## Skład 2016
| Imię i nazwisko     | Data urodzenia            | Narodowość |
| ------------------- | ------------------------- | ---------- |
| Valentin Baillifard | 25 grudnia 1993(dts)      | Szwajcaria |
| Nicolas Baldo       | 10 czerwca 1984(dts)      | Francja    |
| David Belda         | 18 marca 1983(dts)        | Hiszpania  |
| Nico Brüngger       | 2 listopada 1988(dts)     | Szwajcaria |
| Alberto Cecchin     | 8 sierpnia 1989(dts)      | Włochy     |
| Marco d'Urbano      | 15 sierpnia 1991(dts)     | Włochy     |
| Lucas Manuel Gaday  | 20 września 1994(dts)     | Argentyna  |
| Grischa Janorschke  | 30 maja 1987(dts)         | Niemcy     |
| Lukas Jaun          | 29 lipca 1991(dts)        | Szwajcaria |
| Martin Kohler       | 17 lipca 1985(dts)        | Szwajcaria |
| Matthias Krizek     | 29 września 1988(dts)     | Austria    |
| Tristan Marguet     | 22 sierpnia 1987(dts)     | Szwajcaria |
| Dylan Page          | 5 listopada 1993(dts)     | Szwajcaria |
| Frank Pasche        | 19 marca 1993(dts)        | Szwajcaria |
| Andrea Pasqualon    | 2 stycznia 1988(dts)      | Włochy     |
| Bruno Pires         | 15 maja 1981(dts)         | Portugalia |
| Colin Stüssi        | 4 czerwca 1993(dts)       | Szwajcaria |
| Roland Thalmann     | 5 sierpnia 1993(dts)      | Szwajcaria |
| Nicola Toffali      | 20 października 1992(dts) | Włochy     |
| Giacomo Tomio       | 6 lipca 1995(dts)         | Włochy     |
| Andrea Vaccher      | 21 grudnia 1988(dts)      | Włochy     |
| Rino Zampilli       | 7 marca 1984(dts)         | Włochy     |
| Andrea Zordan       | 15 sierpnia 1991(dts)     | Włochy     |